# Fauguernon
Fauguernon – miejscowość i gmina we Francji, w regionie Normandia, w departamencie Calvados.
Według danych na rok 1990 gminę zamieszkiwało 200 osób, a gęstość zaludnienia wynosiła 27 osób/km² (wśród 1815 gmin Dolnej Normandii Fauguernon plasuje się na 686. miejscu pod względem liczby ludności, natomiast pod względem powierzchni na miejscu 689.).